# Джеймі Морган
Джеймі Морган (англ. Jamie Morgan; нар. 8 червня 1971) — колишній австралійський тенісист.
Найвищу одиночну позицію світового рейтингу — 52 місце досяг 25 серпня 1993, парну — 122 місце — 21 серпня 1995 року.
Найвищим досягненням на турнірах Великого шолома було 4 коло в одиночному розряді.

## Фінали за кар'єру
| Легенда (одиночний розряд) |
| Великий шлем (0)           |
| Tennis Masters Cup (0)     |
| Серія Мастерс ATP (0)      |
| Тур ATP (0)                |
| Челленджери (1)            |

### Титули в одиночному розряді (1)
| Ранг | Дата | Турнір | Покриття | Суперник у фіналі | Рахунок  |
| 1.   | 1990 | Гуам   | Тверде   | Чак Адамс         | 6–2, 7–6 |

### Фінали в одиночному розряді (8)
| Ранг | Дата | Турнір                 | Покриття | Суперник у фіналі | Рахунок       |
| 1.   | 1990 | Тасманія               | Трава    | Саймон Юл         | 6–7, 6–7      |
| 2.   | 1991 | Сан-Луїс-Потосі (штат) | Ґрунт    | Пабло Аррая       | 1–6, 7–5, 3–6 |
| 3.   | 1991 | Гуам                   | Тверде   | Річард Матушевскі | 4–6, RET.     |
| 4.   | 1992 | Бристоль               | Трава    | Патрік Баур       | 6–4, 6–7, 1–6 |
| 5.   | 1992 | Скенектаді             | Тверде   | Вейн Феррейра     | 2–6, 7–6, 2–6 |
| 6.   | 1992 | Тайбей                 | Килим    | Джим Грабб        | 3–6, 3–6      |
| 7.   | 1994 | Корал-Спрінгс          | Ґрунт    | Луїс Маттар       | 4–6, 6–3, 3–6 |
| 8.   | 1995 | Бінгемтон              | Тверде   | Мацуока Сюдзо     | 6–2, 6–7, 3–6 |